# کینچش‌بانیا
کینچِش‌بانیا (به مجاری:  Kincsesbánya) یک شهرداری در مجارستان است که در ناحیه مور واقع شده‌است. کینچش‌بانیا ۱۰٫۸۷ کیلومتر مربع مساحت و ۱٬۵۲۲ نفر جمعیت دارد.